# Яичная кашка
У Гальяни иль Кольони

Закажи себе в Твери

С пармазаном макарони

Да яичницу свари.
Яичная кашка, также брюи — диетическое блюдо русской кухни из куриных яиц. Как и другие блюда из яиц, отлично подходит на завтрак, применяется также в детском питании. Нежная яичная кашка имеет консистенцию сметаны, представляет собой подвергнутую термической обработке яично-молочную смесь с добавлением сливочного масла и обнаруживает определённое сходство с омлетом или яичницей-смешанкой. Яичную кашку обычно готовят не на сковороде, а в небольшой кастрюльке или на водяной бане при температуре 80 °C и непрерывном помешивании, применяется также мультиварка.
Яичную кашку обычно сервируют в небольших металлических или фарфоровых мисочках с пшеничными гренками и тёртым сыром, а также с овощами под молочным соусом (спаржей, фасолью, кабачками, зелёным горошком, цветной или брюссельской капустой), белыми грибами в сметане или с мелко нарезанной колбасой или ветчиной, обжаренными на сливочном масле с помидорами, а в сладком варианте — с вареньем. В СССР на предприятиях общественного питания яичную кашку держали в мармитах.